# Polska Szkoła Ilustracji
Polska Szkoła Ilustracji – określenie powstałe w latach 60. XX w., używane wobec grupy polskich ilustratorów, którzy zdobyli międzynarodowy rozgłos. Zajmowali się ilustrowaniem książek dla dzieci.
Lata 1950–1980 określane są najlepszym okresem polskiej ilustracji książkowej. Wówczas ilustracja osiągnęła bardzo wysoki poziom artystyczny, stając się polską specjalnością. Jej twórcy byli wielokrotnie doceniani i nagradzani, a ich prace prezentowano na światowych wystawach. Zaczęto mówić o Polskiej Szkole Ilustracji. Doceniano ją za dużą swobodę artystyczną, różnorodność, barwność, indywidualizm artystów, poczucie humoru, bogatą formę oraz nowatorskie podejście do ilustrowania książek.

## Historia
Początek Polskiej Szkoły Ilustracji datuje się na drugą połowę lat 50. XX wieku. Duży wpływ na ukształtowanie się tego zjawiska kulturowo-historycznego miała sytuacja społeczno-polityczna zaistniała po 1956 roku w Polsce. Pojawiły się nowe możliwości dla ówczesnych twórców, został określony profil działań wydawniczych i scentralizowano ruch wydawniczy. Ministerstwo Kultury i Sztuki postawiło problem książki dla dzieci na wysokim poziomie, co pozwoliło na pierwszorzędną realizację planu książki dziecięcej.
Artyści w czasie PRL, ze względu na panującą ówcześnie doktrynę socrealizmu, skupiali się na przynoszących zarobek, praktycznych pracach artystycznych takich jak: projektowanie pocztówek, druków reklamowych czy projektowanie ilustracji książkowych. Sytuacja ta z perspektywy czasu przyniosła pozytywne skutki. Wówczas, dzięki temu, w latach 1950–1980, wykształciło się grono ilustratorów-plastyków, określanych mianem Polskiej Szkoły Ilustracji.
Grupa ilustratorów reprezentowała wyjątkową oryginalność artystyczną, stosowała nowatorskie rozwiązania. Artyści wykorzystywali różne techniki, tworzyli prace nacechowane poczuciem humoru oraz kreowali poetyckość w swoim wizualnym przekazie, która wyróżniała się niezwykłą swobodą ekspresji. Wszystkie te zjawiska zaowocowały tym, że Polska Szkoła Ilustracji zdobyła międzynarodowy rozgłos i zapewniła bardzo wysoką pozycję polskiej ilustracji na świecie.

## Sukcesy ilustratorów Polskiej Szkoły Ilustracji
Pierwsze sukcesy polskich ilustratorów odnotowano w 1959 roku, kiedy artyści z III Międzynarodowej Wystawy Sztuki Edytorskiej w Lipsku przywieźli 12 medali, w tym dwa złote – dla Józefa Wilkonia i Olgi Siemaszko. Siedmioma srebrnymi medalami nagrodzeni zostali: Michał Bylina, Maria Hiszpańska-Neumann, Bożena i Wiesław Majchrzakowie, Mieczysław Piotrowski, Zbigniew Rychlicki, Jerzy Srokowski oraz Jan Marcin Szancer. Brązowe medale otrzymali: Halina Chrostowska, Janusz Grabiański, Andrzej Heidrich oraz Bogdan Zieleniec.
Kolejnym dużym osiągnięciem był widoczny udział na XII Triennale Sztuki Użytkowej w Mediolanie w 1960 roku, wówczas polscy ilustratorzy zostali nagrodzeni dziesięcioma złotymi medalami indywidualnymi. Uhonorowani zostali: Bohdan Butenko, Michał Bylina, Stefan Grabiński, Józef Czerwiński, Adam Kilian, Gabriel Rechowicz, Jerzy Srokowski, Jan Marcin Szancer, Henryk Tomaszewski oraz Stanisław Zagórski. Ponadto wyróżnienie jury otrzymała Olga Siemaszko i Zbigniew Rychlicki.
W 1963 roku Polska reprezentacja artystów-plastyków nagrodzona została złotym medalem za najlepszy zbiór ilustracji książkowej, podczas szóstej edycji Biennale Sztuki w São Paulo. Polscy artyści, od 1964 roku, byli aktywni również w Brnie na Biennale Sztuki Użytkowej.
Od 1965 roku, brali aktywny udział w Międzynarodowej Wystawie Ilustracji Książkowej, która towarzyszyła Targom Książki w Bolonii. Natomiast od 1967 roku uczestniczyli w Biennale Ilustracji Książkowej dla Dzieci – BIB (Bienále Ilustrácií Bratislava), które odbywały się w Bratysławie gdzie dzięki swojej wyjątkowości, byli znani i doceniani. Od połowy lat 60. polscy graficy uczestniczyli w międzynarodowym konkursie „Najpiękniejsze Książki Świata” we Frankfurcie nad Menem, gdzie zostali szczególnie zapamiętani: Bohdan Butenko, Janusz Grabiański, Elżbieta Murawska, Andrzej Strumiłło i Zdzisław Witwicki. Ponadto od połowy lat 60. organizacja UNESCO wskazywała Polskę jako wzorowe miejsce do rozwoju sztuki, zwłaszcza tej przeznaczonej dla najmłodszych odbiorców.
1967 rok przyniósł kolejny sukces – nagrody za grafikę książkową, rodzimej ilustracji, podczas VIII Biennale w Brazylii. Od 1967 roku Polska reprezentacja ilustratorów była aktywna na Międzynarodowej Wystawie Grafiki Książkowej w Moskwie, która połączona była z konkursem „Najpiękniejsze Książki”. Uhonorowani podczas tego wydarzenia zostali: Bohdan Butenko, Zbigniew Rychlicki, Janusz Stanny, Andrzej Strumiłło, Józef Wilkoń. W tym samym czasie książki Naszej Księgarni zostały określone przez Biuro Wychowania UNESCO w Genewie jako wzór z którego powinny czerpać kraje członkowskie ONZ.
W 1971 roku polscy artyści czynnie uczestniczyli w światowych konkursach, zdobywając nagrody. Były to między innymi: Grand Prix dla Andrzeja Strumiłło, „Złote Jabłka” zdobyli: Marian Murawski – dwukrotnie (wraz z żoną Elżbietą Murawską), Janusz Stanny i Teresa Wilbik. Nagrodę „Złotych Plakatów” przyznano Zbigniewowi Rychlickiemu oraz Januszowi Stannemu, Józefowi Wilkoniowi, Krystynie Witkowskiej i Zdzisławowi Witwickiemu.

## Wystawy
Warto zaznaczyć, że polska ilustracja książkowa, głównie ta przeznaczona dla najmłodszych, od początku lat 50. była chętnie prezentowana na różnych wystawach, nie tylko w kraju, ale również za granicą:
- Niemczech,
- Austrii,
- Szwajcarii,
- Francji,
- Skandynawii,
- Belgii,
- Holandii,
- Czechosłowacji,
- Bułgarii,
- Rumunii,
- Jugosławii,
- Włoszech,
- Wielkiej Brytanii
- w Chinach,
- Wietnamie,
- Japonii,
- Indiach,
- Sri Lance,
- Iraku,
- Izraelu,
- Stanach Zjednoczonych,
- Kanadzie,
- Meksyku,
- Brazylii,
- na Kubie.

## Twórcy Polskiej Szkoły Ilustracji w latach 1950–1980
Ilustratorzy, którzy tworzyli Polską Szkołę Ilustracji, to między innymi:
- Jan Marcin Szancer
- Józef Wilkoń
- Janusz Stanny
- Olga Siemaszko
- Elżbieta Murawska
- Elżbieta Gaudasińska
- Teresa Wilbik
- Michał Bylina
- Maria Hiszpańska-Neumann
- Bożena Truchanowska
- Wiesław Majchrzak
- Mieczysław Piotrowski
- Zbigniew Rychlicki
- Jerzy Srokowski
- Halina Chrostowska
- Janusz Grabiański
- Andrzej Heidrich
- Bohdan Zieleniec
- Bohdan Butenko
- Józef Czerwiński
- Adam Kilian
- Gabriel Rechowicz
- Henryk Tomaszewski
- Stanisław Zagórski
- Andrzej Strumiłło
- Krystyna Witkowska
- Zdzisław Witwicki
- Hanna Czajkowska
- Anna Kołakowska